# Nip/Tuck – Schönheit hat ihren Preis
Nip/Tuck – Schönheit hat ihren Preis (Originaltitel: Nip/Tuck) ist eine US-amerikanische Dramaserie von Ryan Murphy. Premiere feierte die Serie am 22. Juli 2003 und endete in den USA nach insgesamt 6 Staffeln mit 100 Folgen am 3. März 2010.

## Name
„Nip/Tuck“ (deutsch: „Schnipp/Naht“) bedeutet frei übersetzt so viel wie „schneiden und zusammenraffen“ oder „schnipp, schnapp“. Gemeint ist damit der Vorgang beim Facelifting. Außerdem ist „to be nip and tuck“ eine Redewendung für „(bei einem Rennen) Kopf an Kopf liegen“.

## Die Serie
Die Schönheitschirurgen Sean McNamara und Christian Troy betreiben eine Praxis in Miami bzw. ab Staffel 5 in Los Angeles. Die beiden kennen sich bereits seit dem Medizinstudium. Obwohl ihr Auftrag dabei lautet, das Leben anderer Leute zu verschönern, dreht sich die Serie vor allem darum, dass beide permanent an ihren eigenen Träumen scheitern. Sean McNamaras Ehe mit seiner Frau Julia steckt in einer tiefen Dauerkrise und das Verhältnis zu seinen Kindern Matt und Annie ist einer dauernden Spannung ausgesetzt, im Prinzip kennt er sie kaum noch. McNamaras Wunsch, anderen Menschen mit seinem Können zu helfen, ist schon lange dem reinen Profitdenken gewichen. Christian Troys Leben findet auf der Überholspur statt – vor allem durch sein ausgeprägtes Sexualleben definiert sich seine Figur. Dennoch sehnt er sich tief im Inneren nach einem intakten Familienleben, was sich auch des Öfteren in seinem Neid auf Seans und Julias Beziehung ausdrückt. Dieser Wunsch scheitert jedoch an seinem Unvermögen, eine echte Beziehung zu führen. Durch seinen exzentrischen, von Geld, Frauen, Luxus und Macht geprägten Lebensstil zieht Troy die Probleme praktisch magisch an. Hinzu kommt, dass es in erster Linie seine Aufgabe ist, für die Praxis Patienten zu akquirieren, während McNamara der eigentlich bessere Arzt ist. Troy selbst, zwar schön und sexy, ist beruflich gesehen eher ein Blender – und macht daraus auch keinen Hehl.
Die Spannung, die sich daraus zwangsläufig ergibt, wird im Verlauf der ersten Staffel noch zusätzlich angeheizt durch die sehr attraktive Grace Santiago, die als Psychologin den Ärzten in der Praxis bei der Arbeit behilflich sein soll, sich aber ihren Arbeitgebern – vor allem Troy – gegenüber als zugeknöpft gibt, was zur Folge hat, dass ihrem Rat regelmäßig keinerlei Beachtung geschenkt wird. Die sich später herausstellende Tatsache, dass McNamara auch nicht der leibliche Vater seines Sohnes Matt ist, sondern dieser ein Produkt eines Ausrutschers von dessen Ehefrau Julia mit Troy ist, sorgt für zusätzliche Dramatik.

## Handlung

### Staffel 1
Die befreundeten Schönheitschirurgen Dr. Christian Troy und Dr. Sean McNamara betreiben gemeinsam eine florierende Praxis in Miami. Beide operieren Silvio Perez, der sein Gesicht verändern will, um bei den Frauen besser anzukommen. Die beiden Ärzte finden heraus, dass Silvio für einen Drogendealer arbeitet und dessen 6-jährige Tochter sexuell missbraucht hat. Silvios Boss, der kolumbianische Drogenbaron Escobar Gallardo, will sich an ihm rächen und taucht im Operationssaal auf. Doch dort hat Alejandro seinen Bruder Silvio schon durch eine Überdosis an Anästhetikum getötet, um seine eigene Tochter vor dessen Übergriffen zu schützen. Sean und Christian müssen die Leiche verschwinden lassen, binden Schinkenkeulen an den Körper und überlassen diesen den Alligatoren in den Everglades.
Grace Santiago wird als Hauspsychologin eingestellt. Die transgeschlechtliche Sofia Lopez lässt sich nach einem ärztlichen Kunstfehler bei McNamara/Troy nachoperieren. Kurz darauf kommen sich Sofia und die Anästhesistin der Praxis, Liz Cruz, näher.
Bei einem Treffen für Sexsüchtige lernt Christian Gina Russo kennen. Sie wird schwanger. In dem Glauben, dass er der Vater sei, unterstützt Christian sie finanziell. Seans Frau Julia nimmt unterdessen erneut das von ihr einst abgebrochene Medizinstudium wieder auf, wird aber währenddessen zum dritten Mal schwanger. Daneben entwickelt sie Gefühle für ihren Kommilitonen Jude. Sean beginnt eine Affäre mit der Chiropraktikerin Megan. Kurze Zeit später erkrankt sie an Krebs und Sean leistet ihr Beihilfe zur Selbsttötung. Aufgrund seiner Affäre steht die Ehe zwischen Sean und Julia vor den Trümmern, schließlich kommt es beinahe zu einer Scheidung.
Seans Sohn Matt macht derzeit seine ersten sexuellen Erfahrungen. Nachdem seine Beziehung mit seiner bisexuellen Freundin zerbrochen ist, fährt er zusammen mit einem Freund seine Schulkameradin Cara Fitzgerald an und begeht Fahrerflucht. Doch sein schlechtes Gewissen plagt ihn, schließlich überredet er Sean, an ihr eine rekonstruktive Gesichtsoperation durchzuführen.
Escobar erpresst Christian und Sean, Patientinnen Brustimplantate zu entnehmen, die flüssiges Heroin enthalten und auf diese Weise in die USA geschmuggelt werden. Nachdem er die beiden beinahe in den Ruin getrieben hat, will Sean ihn töten, doch Escobar handelt einen Deal aus: Die Ärzte verändern operativ sein Gesicht und er lässt sie fortan in Ruhe. Er wird dennoch vom FBI verhaftet, da man ihn nach der Operation für einen anderen gesuchten Verbrecher hält.

### Staffel 2
Sean hat zu Beginn der Staffel mit unkontrollierbaren Zuckungen zu kämpfen. Die Schülerin Cara Fitzgerald wird von Matts Freund Henry vergewaltigt. Um von seiner Schuld abzulenken, belastet er Matt mit der Beteiligung am Unfall mit der Fahrerflucht. Obwohl seine Eltern vollständigen Rückhalt zusichern, dementiert er, jemals am Unfall beteiligt gewesen zu sein. Matt beginnt anschließend eine Beziehung mit Ava Moore, die ihren Lebensunterhalt als Life Coach verdient. Am Ende der Staffel stellt sich heraus, dass Ava trans ist.
Es stellt sich heraus, dass Christian nicht der biologische Vater des neugeborenen Sohnes von Gina ist. Christian möchte ihn dennoch großziehen. Gina kann als Mutter aufgrund ihrer Sexsucht zudem die Auflagen nicht erfüllen, weswegen das Sorgerecht an den biologischen Vater übertragen wird. Julia findet währenddessen heraus, dass Christian der biologische Vater von Matt ist. Sean trennt sich daraufhin zeitweise von Julia. Ein „Schlitzer“ fügt Menschen, die makellose Schönheit verkörpern, u. a. Models, schlimme Verletzungen in der Mund- und Wangenpartie zu. Sean wird von dem Schlitzer bedroht, nachdem er einige seiner Opfer ohne Gegenleistungen chirurgisch behandelte. Es stellt sich heraus, dass Gina HIV-positiv ist.

### Staffel 3
Christian wird vom „Schlitzer“ verletzt und vergewaltigt. Sean stellt Quentin Costa ein, um Christian in dieser schwierigen Phase zu entlasten. Julia will sich von Sean scheiden lassen. Matt wendet sich nach dem Schock über Avas Vergangenheit und die Erkenntnis über seinen leiblichen Vater von der Familie ab. Er verprügelt die transgeschlechtliche Cherry und lässt sich zeitweilig mit Neonazis ein, darunter Ariel Alderman, mit der er auch zusammen ist. Christian und Kimber werden wieder ein Paar und wollen heiraten. Polizistin Kit verdächtigt Christian, der Schlitzer zu sein, und verhaftet ihn. Nachdem der tatsächliche Täter jedoch auch Kit angriffen hat, wird er aus der Untersuchungshaft entlassen. Durch die negative Presse im Zuge der Ermittlungen leidet die Praxis unter ausbleibenden Aufträgen und Liz kündigt ihre Stellung. Sie arbeitet nun in dem von Gina und Julia eröffneten Spa.
Quentin beginnt eine Beziehung mit Julia und Sean verlässt für kurze Zeit die Praxis, um für das Zeugenschutzprogramm zu arbeiten. Hier hat er eine Affäre mit Nikki. Kimber erscheint nicht zur Trauung mit Christian. Auch sie ist Opfer des Schlitzers geworden. Dieser hat Kimber kurz vor der Trauung entführt und sämtliche Schönheitsoperationen, die sie im Laufe der Jahre hat durchführen lassen, rückgängig gemacht. Christian stellt ihr früheres Aussehen wieder her. Kimber trennt sich jedoch schließlich von ihm.
Julia wird ungewollt von Sean schwanger. Zusammen mit Christian behandeln beide die Opfer eines Flugzeugabsturzes, unter denen auch Julias Mutter Erica sein soll. Im Glauben diese sei ums Leben gekommen verabschiedet sich Julia von ihr. Als die entstellte Frau unerwartet erwacht, erstickt Julia sie mit einem Kissen. Zurück in ihrer Wohnung trifft sie auf Erica, die gar nicht im Flugzeug saß. Matt bittet seinen Vater Cherrys Gesicht wiederherzustellen. Kurz nach der OP wird er zusammen mit ihr von Ariel und ihrem Vater verschleppt und gezwungen Cherry den Penis abzutrennen. Als er sie lebendig begraben soll, können sich beide jedoch befreien.
Kit verhaftet im Schlitzer-Fall Liz, da sich herausstellt, dass Quentin nicht der Täter sein kann, da dieser ohne Penis geboren wurde und so als Vergewaltiger ausscheidet. Im Staffelfinale wird Quentin Costa dennoch als Schlitzer überführt. Als er Sean und Christian verstümmeln will, wird er scheinbar von Kit erschossen. Wie McNamara/Troy herausfinden, war Kit aber tatsächlich Quentins Schwester, und beide täuschten dessen Tod bloß vor, um fliehen zu können. Als Erklärung für das Treiben des Schlitzers werden die Fehlbildungen von Quentin und Kit, bedingt durch geschwisterlichen Inzest derer Eltern, angeführt.

### Staffel 4
Sean und Christian verkaufen ihre Praxis an Burt Landau, der seine Frau Michelle als Geschäftsführerin einsetzt. Beide arbeiten von nun an als Angestellte für die Firma. Julias und Seans Sohn Connor kommt auf die Welt. Er leidet an Ektrodaktylie und Sean operiert seine linke Hand nach der Geburt. Matt versucht mit Hilfe von Kimber sein Leben zu ordnen und tritt der Sekte Scientology bei. Schließlich beginnt er auch eine Beziehung zu Kimber, beide heiraten und erwarten ein Kind.
Christian verliebt sich in Michelle. Die enthält ihrem schwer kranken Mann Medikamente vor und nimmt so seinen Tod in Kauf. Michelle hat außerdem Verbindungen zu James, für die sie während ihrer Studienzeit als Escort (Hostess) arbeitete, die ihre Kunden betäubt, ihre Organe entnimmt und asiatische Organhändler beliefert. James versucht im Laufe der Staffel mit Hilfe der Praxis von McNamara/Troy an Organe heranzukommen und zwingt Michelle zur Unterstützung. Die Praxisangestellte Liz wird zum Opfer der beiden und verliert eine ihrer Nieren.
Julia hat eine kurze Affäre mit dem Babysitter Marlow und trennt sich endgültig von Sean. Sie geht mit den Kindern Annie und Connor zu ihrer Mutter nach New York. Christian macht Michelle einen Heiratsantrag und zieht mit ihr zusammen. Außerdem nimmt er seinen Adoptivsohn Wilber bei sich auf, nachdem der leibliche Vater bei einem Verkehrsunfall verstorben ist.
Escobar Gallardo, der immer noch inhaftiert ist, erscheint wieder in Miami und will sein früheres Gesicht zurück. Nach der Operation flieht er aus der Praxis und tötet den Bruder von Silvio Perez, Alejandro, den letzten Mitwisser an dessen Mord. Es stellt sich heraus, dass Gallardo der Kopf hinter der Organspende-Mafia ist. Seine Frau Gala erschießt ihn und führt seine Geschäfte fort. Als Reminiszenz an die Pilotfolge der Serie entsorgen Sean, Christian und Liz Gallardos Leichnam – ebenfalls mit Schinken um den Körper gebunden – im Sumpf.
Sean lässt sich von Michelle ausbezahlen und versucht an seinen Traum der Selbstverwirklichung anzuknüpfen und zieht nach Los Angeles. Christian, der schnell merkt, dass er ohne Sean nicht glücklich wird, verlässt Michelle, lässt sich ebenfalls ausbezahlen und folgt Sean nach Los Angeles. Hier beschließen die beiden gemeinsam eine neue Praxis zu eröffnen.

### Staffel 5

#### Teil 1
Sean und Christian eröffnen in Los Angeles eine neue Praxis. Mit Hilfe einer Agentin werden sie als medizinische Berater für die Seifenoper Hearts 'n' Scalpels angestellt. Während Sean schnell zum Nebendarsteller aufsteigt, verlässt Christian die Serie und versucht auf seine Weise ein Stück von Ruhm Hollywoods abzubekommen. Sean beginnt eine Beziehung zu seiner TV-Kollegin Kate.
Julia kommt mit den Kindern nach L.A., outet sich als lesbisch und stellt Sean und Christian ihre Freundin Olivia vor. Deren frühreife Tochter Eden verdreht Sean den Kopf, der ihren Annäherungsversuchen jedoch widersteht. Er versucht stattdessen Julia zu überzeugen, dass Eden einen schlechten Einfluss auf ihre gemeinsame Tochter Annie hat. Matt taucht mit seiner Tochter Jenna in Seans und Christians gemeinsamer Wohnung auf und bittet um finanzielle Unterstützung. Er behauptet, sich von Kimber getrennt zu haben. In Wirklichkeit leben beide aber weiterhin zusammen und sind mittlerweile von Crystal Meth abhängig. In ihrem verzweifelten Bemühen an Geld zu kommen, wenden sie sich an Kimbers ehemaligen Porno-Produzenten Ram. Kimber verlässt Matt, nachdem sie von Christian ihr von den Drogen in Mitleidenschaft gezogenes Gesicht hat operieren lassen, und zieht mit Jenna zu Ram. Matts Drogenküche explodiert und er zieht sich ernste Verbrennungen zu.
Sean lässt sich auf eine Affäre mit Eden ein und findet heraus, dass auch Julia und Christian eine Affäre haben. Eden macht Julia ein Friedensangebot. Als Julia schwer erkrankt, fühlt sich Christian mit der Situation überfordert. Sean stellt Gina als Empfangsdame ein, welche kurz darauf von Christian unbeabsichtigt beim Sex über eine Balkonbrüstung in den Tod gestoßen wird.
Sean steigt in der TV-Serie zum Hauptdarsteller auf und Colleen wird seine Agentin. Als eine Agentur auf Sean aufmerksam wird, zeigt Colleen ihr wahres Gesicht und tötet ihren Widersacher, indem sie ihn mit Schaumstoff ausfüllt und aus ihm einen menschlichen Teddybären macht. Sean erkennt, dass Colleen keine wirkliche Agentin, sondern nur eine Stalkerin ist. Daraufhin schneidet sie sich die Pulsadern auf. Nachdem sie aus der Psychiatrie geflohen ist, sticht sie Sean nieder. Julia erkennt, dass Eden sie vergiftet hat und konfrontiert sie damit. Eden schießt Julia mit deren Waffe in den Kopf. Und Matt schläft mit einer jungen Frau, von der sich herausstellt, dass sie Christians Tochter und somit seine Schwester ist.

#### Teil 2
Nach einem viermonatigen Zeitsprung sitzt Sean im Rollstuhl und unterrichtet an der medizinischen Fakultät. Als Christian bei sich einen Knoten ertastet und bei ihm Brustkrebs diagnostiziert wird, muss er sich einer Operation unterziehen. Liz steht Christian während seiner Chemotherapie bei. In einer schweren Phase seiner Krankheit sucht er bei ihr Trost durch Sex.
Julia leidet nach dem Schuss auf sie unter Gedächtnisverlust. Eden sagt aus, Julia habe sich das Leben nehmen wollen und kommt so ungeschoren davon. Sean stößt Julia und Matt vor den Kopf, als diese herausfinden, dass er seine Bedürftigkeit für den Rollstuhl nur noch vortäuscht. Julia plant, mit Olivia wieder zurück nach New York zu ziehen. Vor der Abreise möchte sich Olivia von Sean das Gesicht straffen lassen, reagiert aber aufgrund ihres Medikamentenkonsums allergisch auf die Anästhesie und stirbt während des Eingriffs.
Nach Christians Brustrekonstruktion stürzt er sich in neue Affären, was zum Zerwürfnis mit Liz führt, die mittlerweile echte Gefühle für ihn hegt. Nachdem Liz die Praxis in Richtung Miami verlassen hat, stellt Sean die attraktive Chirurgin Teddy als Ersatz ein. Er fühlt sich von ihrer dunklen Seite angezogen und beginnt eine Affäre mit ihr. Gleichzeitig entfremdet er sich von seiner Familie. Kimber verlangt von Christian, dass er Jennas Lippen mit Botox aufspritzt, damit sie als Werbebaby arbeiten kann.
Christian bekommt eine Hiobsbotschaft: der Krebs hat sich ausgebreitet und er soll nur noch sechs Monate zu Leben haben. Daraufhin will er sein Leben ordnen und macht Liz einen Heiratsantrag. McNamara/Troy suchen zeitweise einen Ersatz für Christian in der Praxis. Kimbers Ehe mit Ram scheitert und sie will sich wieder Christian zuwenden und für ihn sorgen, der weist sie jedoch ab. Als sich Christian mit Liz und Wilbur in die Flitterwochen aufmachen will, erhält er von seinem Arzt die erlösende Nachricht: Seine Untersuchungsergebnisse wurden mit denen einer anderen Patientin vertauscht und er muss doch nicht in wenigen Wochen sterben.

### Staffel 6
Die Praxis McNamara/Troy leidet unter der Wirtschaftskrise und dem Lebensstil der beiden Ärzte. Christian lässt sich von Liz scheiden, nachdem er erfahren hat, dass er gesund ist und sie nicht länger braucht. Als Liz einen Scheidungsanwalt anheuert, scheint der finanzielle Ruin zu drohen. Um ihre Praxis vor dem Ruin zu retten, arbeiten die beiden mit Dr. Mike Hamoui zusammen, welcher sich auf Vaginalverjüngungen spezialisiert hat. Dieser verliebt sich in Kimber und macht ihr einen Heiratsantrag, den sie zuerst auch annimmt.
Matt überfällt mit seiner Maskierung als Pantomime kleine Läden. Bei einer Polizeikontrolle kann er einmal entkommen, wird aber kurz darauf von einem Ladenbesitzer niedergeschossen. Er lässt sich von seinen Vätern behandeln, versucht aber nach Mexiko zu fliehen, als er erfährt, dass sie ihn ausliefern wollen. In einem Motel wird er verhaftet und kommt ins Gefängnis. Dort rät ihm Erica, sich einen Liebhaber als Beschützer zuzulegen, damit er im Gefängnis beschützt wird. Ein Zellengenosse missbraucht ihn immer wieder und will sogar Christian dazu bewegen, Matts Brüste vergrößern zu lassen. Christian gibt Matt jedoch ein Medikament, das die Potenz unterdrückt. Als sein Zellengenosse dies erfährt, will er Matt verprügeln, ihm gelingt es jedoch, den Täter zu erwürgen. Schließlich kommt Matt doch frei, da seine Väter einen Deal mit der Gefängnisleitung eingehen.
Seans Freundin Teddy will Sean und die beiden Kinder Annie und Connor bei einem Camping-Ausflug umbringen, um das Geld seiner Lebensversicherung zu kassieren, wird dabei aber selber von einem Unbekannten umgebracht. Sean lässt sich daraufhin mit einer Unbekannten ein, die sich von ihm in der Krankenhausnotaufnahme befriedigen lässt und sich selbst verletzt, um an Schmerzmittel zu kommen. Bei einer Preisverleihung trifft er seinen alten Studienfreund Curtis, der sich ehrenamtlich für kranke Menschen engagiert und diese kostenlos operiert. Sean will bei ihm einsteigen, nach einer Feier will ihn Curtis' Frau Sarah verführen, er wehrt sich jedoch gegen den Annäherungsversuch. Sarah erzählt Curtis, dass sie mit Sean geschlafen habe und dieser will nicht mehr mit Sean zusammenarbeiten.
Kimber wird schwanger. Christian will das Kind aber nicht und zwingt sie zu einer Abtreibung, verspricht ihr aber, sie zu heiraten. Nach der Hochzeit lässt sich der Arzt immer mehr gehen und vernachlässigt seine Ehefrau. Kimber versucht sich in der Zwischenzeit als Innenarchitektin und richtet Seans neue Wohnung ein. Daraufhin schlafen sie miteinander. Christian wird immer unglücklicher und gesteht sich endlich ein, dass Kimber ihn nicht verdient hat. Sie geht wieder zurück zu Mike, der sie aber nicht mehr sonderlich beachtet, sondern lieber mit Models auf seiner Yacht feiert. Daraufhin springt sie vom Boot und wird nicht mehr gefunden.
Matt verliebt sich in die Tochter eines Teppichhändlers und die beiden wollen heiraten. Kurz vor der Trauung erscheint Ava. Matt steigt in ihr Auto und lässt sich wieder auf sie ein. Schließlich erfährt er aber, dass sie ihn nur benutzt, um ihren Adoptivsohn operieren, der seit seiner Geburt unter einem entstellten Gesicht leidet. Als das Baby nach der Operation immer noch nicht ihren Wünschen entspricht, lässt sie ihn in der Praxis zurück. Ava will daraufhin verreisen, am Flughafen fängt Matt sie ab und zeigt ihr seine Tochter, die Ava als vollkommen perfekt empfindet. Die drei besteigen ein Flugzeug nach Paris. Julia kommt zu Sean und Christian zurück und teilt mit, dass sie wieder heiraten möchte und die Kinder nach England mitnimmt. Sean stellt sich zuerst dagegen, stimmt dann aber doch zu. Beide versuchen Julia zu verführen, sie wehrt sich aber dagegen und erklärt beiden, dass sie nichts anderes mehr als Freundschaft verbindet.
Christian wird allmählich klar, dass Sean auf Dauer nicht glücklich werden kann und allen nur etwas vormacht. Er löst die Partnerschaft auf und schickt ihn mit Avas Sohn ins Ausland, wo er kranken Kindern helfen soll und seinen Lebenstraum verwirklichen kann. Die Praxis wird in Troy/Cruz umbenannt.

## Besetzung
Die deutschsprachige Synchronisation der Serie wurde bei der Interopa Film nach Dialogbüchern von Kim Hasper und unter der Dialogregie von Stefan Fredrich erstellt.

### Hauptbesetzung

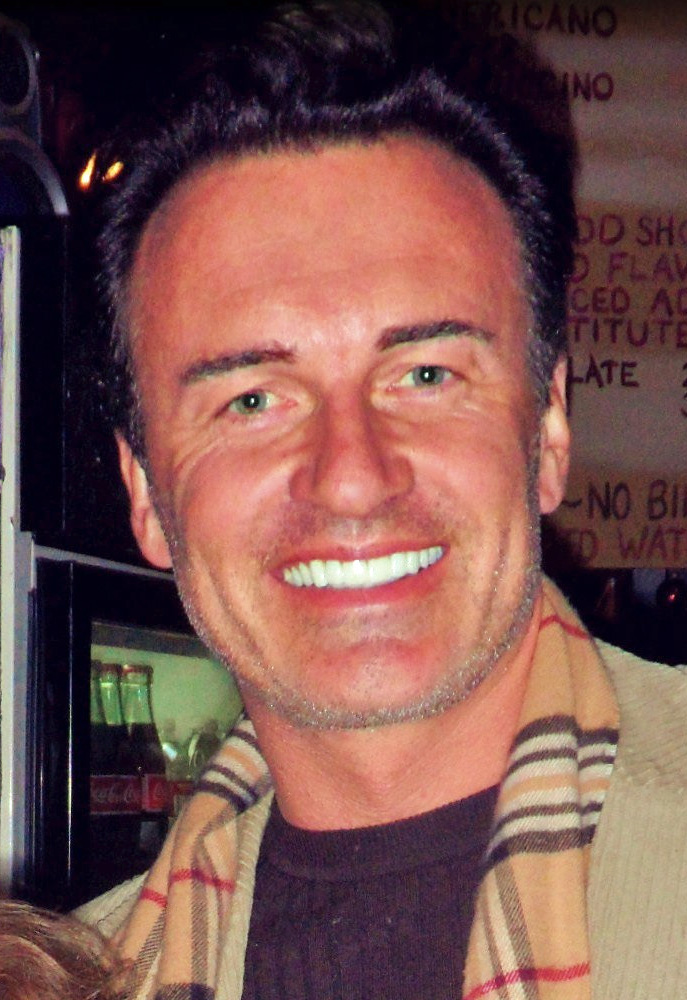
Julian McMahon spielte Dr. Christian Troy

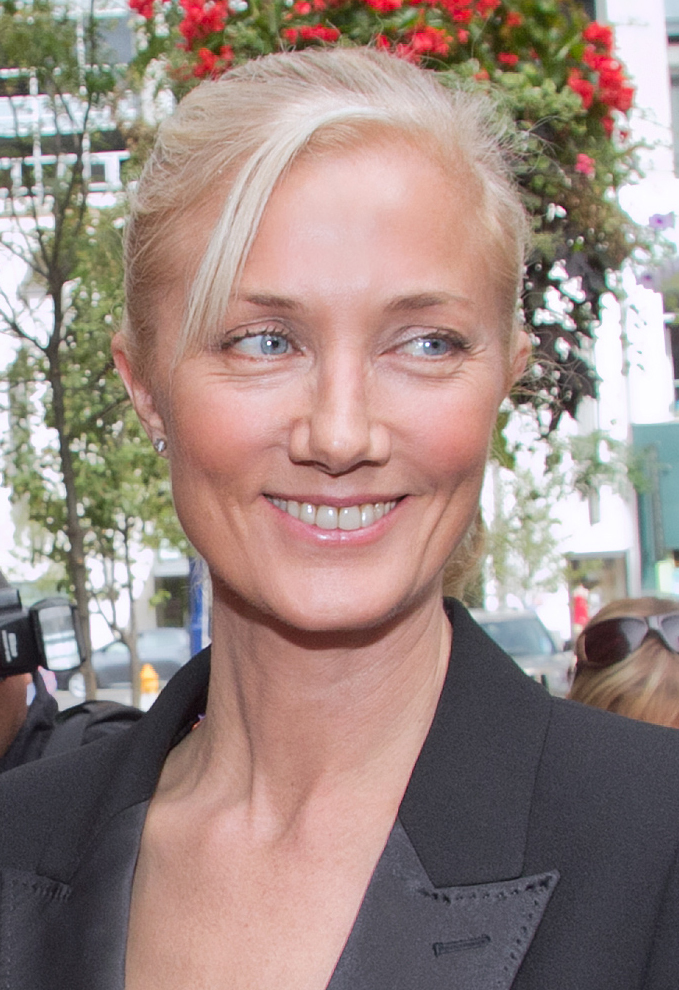
Joely Richardson spielte Julia McNamara

| Rollenname         | Schauspieler     | Hauptrolle (Staffel) | Nebenrolle (Staffel) | Gastrolle (Staffel) | Synchronsprecher             |
| Dr. Sean McNamara  | Dylan Walsh      | 1–6                  |                      |                     | Uwe Büschken                 |
| Dr. Christian Troy | Julian McMahon   | 1–6                  |                      |                     | Torsten Michaelis            |
| Julia McNamara     | Joely Richardson | 1–6                  |                      |                     | Christin Marquitan           |
| Matt McNamara      | John Hensley     | 1–6                  |                      |                     | David Turba                  |
| Grace Santiago     | Valerie Cruz     | 1                    |                      |                     | Judith Brandt                |
| Dr. Liz Cruz       | Roma Maffia      | 2–6                  | 1                    |                     | Astrid Bless † Helga Sasse † |
| Kimber Henry       | Kelly Carlson    | 3–6                  | 1–2                  |                     | Tanja Geke                   |
| Gina Russo         | Jessalyn Gilsig  | 3                    | 1–2                  | 4–5                 | Andrea Aust                  |
| Dr. Quentin Costa  | Bruno Campos     | 3                    |                      | 2                   | Peter Flechtner              |
| Schwester Linda    | Linda Klein      |                      | 1–6                  |                     |                              |

Anmerkungen:
1. ↑  Staffel 6

### Nebenbesetzung
| Rollenname                | Schauspieler          | Nebenrolle (Staffel) | Gastrolle (Staffel) | Synchronsprecher         |
| Annie McNamara            | Kelsey Batelaan       | 1–6                  |                     |                          |
| Escobar Gallardo          | Robert LaSardo        | 1, 4                 | 2, 6                |                          |
| Mrs. Hedda Grubman        | Ruth Williamson       | 1                    | 2, 4                | Kerstin Sanders-Dornseif |
| Dr. Merrill Bobolit       | Joey Slotnick         | 1                    | 2, 4                | Gerald Schaale           |
| Jude Sawyer               | Phillip Rhys          | 1                    | 2–3                 | Kim Hasper               |
| Megan O'Hara              | Julie Warner          | 1                    | 2, 4                | Sabine Arnhold           |
| Dr. Erica Noughton        | Vanessa Redgrave      | 2–3                  | 6                   | Gisela Fritsch           |
| Wilber Troy               | Joshua & Josiah Henry | 2                    | 4–6                 |                          |
| Ava Moore                 | Famke Janssen         | 2                    | 3, 6                | Maud Ackermann           |
| Adrian Moore              | Seth Gabel            | 2                    |                     | Julien Haggége           |
| Ralyn                     | Mayte Garcia          | 2                    |                     |                          |
| Kit McGraw                | Rhona Mitra           | 3                    |                     | Carola Ewert             |
| Ariel Alderman            | Brittany Snow         | 3                    |                     | Luise Helm               |
| Michelle Landau           | Sanaa Lathan          | 4                    |                     | Dascha Lehmann           |
| Faith Wolper              | Brooke Shields        | 4                    |                     | Melanie Pukaß            |
| James                     | Jacqueline Bisset     | 4                    |                     | Rita Engelmann           |
| Marlowe Sawyer            | Peter Dinklage        | 4                    |                     | Bernd Vollbrecht         |
| Dawn Budge                | Rosie O’Donnell       | 4–5                  |                     | Martina Treger           |
| Kate Tinsley              | Paula Marshall        | 5                    |                     | Schaukje Könning         |
| Olivia Lord               | Portia de Rossi       | 5                    |                     | Arianne Borbach          |
| Eden Lord                 | AnnaLynne McCord      | 5                    |                     | Ilona Brokowski          |
| Colleen Rose              | Sharon Gless          | 5                    |                     | Alexandra Lange          |
| Dr. Theodora 'Teddy' Rowe | Katee Sackhoff        | 5                    |                     | Claudia Urbschat-Mingues |
| Dr. Theodora 'Teddy' Rowe | Rose McGowan          | 6                    |                     | Natascha Geisler         |
| Dr. Mike Hamoui           | Mario López           | 6                    | 4                   | Robin Kahnmeyer          |

### Gastbesetzung
Neben der Haupt- und Nebenbesetzung traten immer wieder Gaststars in Erscheinung. So haben zum Beispiel Joan Rivers, Burt Bacharach, Catherine Deneuve, Jill Clayburgh, Dina Meyer, Larry Hagman, Kathleen Turner, Alanis Morissette, Alec Baldwin, Anne Heche, Oliver Platt, Tia Carrere, Doug Savant, Sophia Bush, Rebecca Gayheart, Richard Burgi, Bradley Cooper, Daphne Zuniga, Melanie Griffith, Linda Hunt, Steve Sandvoss, Tiffany Pollard, Jennifer Coolidge, Armin Shimerman, Kate Mara und Richard Chamberlain mitgewirkt.

## Ausstrahlung

### Vereinigte Staaten
In den USA wurde die Serie erstmals am 22. Juli 2003 auf FX ausgestrahlt. Das Staffelfinale lief am 21. Oktober 2003 auf FX. Die zweite Staffel wurde zwischen dem 22. Juni und dem 5. Oktober 2004 ausgestrahlt. Die Ausstrahlung der dritten Staffel war vom 20. September bis zum 20. Dezember 2004. Die vierte Staffel startete am 5. September und endete am 12. Dezember 2006. Die fünfte Staffel wurde in zwei Teile aufgeteilt, die ersten 14 Folgen liefen zwischen dem 30. Oktober 2007 und dem 19. Februar 2008. Die restlichen 8 Folgen wurden nach 11-monatiger Pause zwischen dem 6. Januar 2009 und dem 3. März 2009 auf FX gezeigt.
Die sechste und letzte Staffel wurde, wie bereits die 5. Staffel zuvor, in zwei Teilen gesendet. Nachdem vom 14. Oktober bis zum 16. Dezember 2009 die ersten 10 Folgen gezeigt worden waren, folgten ab dem 6. Januar 2010 mit den sogenannten „Final Nine“ die letzten Episoden der Serie. Die 100. Folge wurde am 3. März 2010 ausgestrahlt.

### Deutschland
Im Pay-TV war Nip/Tuck ab dem 5. September 2004 in Deutschland auf Sky (damals noch Premiere) zu sehen. Die sechste und letzte Staffel wurde ab dem 16. August 2010 auf Sky Cinema Hits ausgestrahlt. Im Free-TV zeigte ProSieben die erste Staffel vom 21. Dezember 2004 bis zum 8. März 2005.
Die zweite Staffel wurde ab dem 11. Januar 2006 ausgestrahlt, jedoch entschloss sich der Sender die laufende Ausstrahlung aufgrund zu geringer Einschaltquoten einzustellen. Die letzte Folge lief am 15. Februar 2006. Vom 2. Mai bis zum 15. August 2007 zeigte ProSieben dann doch die ganze zweite Staffel.
Ab der dritten Staffel wanderte die Serie von ProSieben zu Sat.1 und wurde dort vom 28. Januar bis zum 19. Mai 2008 am späten Montagabend ausstrahlt. Die vierte Staffel wurde vom 26. Mai bis zum 1. September 2008 weiterhin auf Sat.1 ausgestrahlt. Die Staffeln 5 und 6 liefen nachts auf Sat.1 als Doppelfolgen im Oktober 2012, die letzte Folge am 30. Oktober 2012.

### Österreich
In Österreich lief zwischen dem 1. Juni und dem 7. September 2005 die zweite Staffel in Doppelfolgen auf ATV. Die dritte Staffel wurde vom 4. März bis zum 6. Mai 2007 ausgestrahlt. Der österreichische Sender ATV zeigte zwischen dem 20. März und dem 10. Juli 2008 erstmals die vierte Staffel. Zwischen dem 18. Februar und dem 29. Juli 2010 wurde auf ATV die fünfte Staffel als Free-TV-Premiere gezeigt.

## Auszeichnungen
Die Serie gewann drei Emmys (in Nebenkategorien wie bestes Make-Up) und erhielt vier weitere Nominierungen. Weiter gab es drei Schauspiel-Nominierungen beim Golden Globe Award, davon zwei für Joely Richardson und eine für Julian McMahon. Außerdem gewann Nip/Tuck 2005 den Golden Globe für die beste Drama-Serie.

## Trivia
- Die Schauspielerinnen Vanessa Redgrave und Joely Richardson sind wie in der Serie auch im normalen Leben Mutter und Tochter.
- Die in der Folge Rose und Raven Rosenberg auftretenden siamesischen Zwillinge werden durch Reba und Lori Schappell dargestellt. Die beiden Schwestern lehnen eine Trennung voneinander strikt ab.
- Joely Richardson zögerte die Zusage für die Rolle über ein Jahr hinaus, da ihre Tochter, die Schauspielerin Daisy Bevan, zu dieser Zeit schwer krank war und sich mehreren Operationen unterziehen musste.[6]

## Adaptionen
Die Serie wurde bisher zwei Mal international adaptiert:
- In Deutschland adaptierte RTL die Serie bereits im Jahre 2004 unter dem Titel Beauty Queen, mit Jochen Horst und Carsten Spengemann in den Hauptrollen. Diese Adaption, welche nicht als solche ausgegeben wurde, ist bereits nach 4 Folgen wieder eingestellt worden.[7][8]
- In Kolumbien wurde die Serie im Jahr 2013 als Seifenoper mit leichten Veränderungen der Charaktere, unter dem Titel Mentiras perfectas adaptiert.[9] Diese Adaption des Senders Caracol Televisión kommt auf einen Umfang von 58 Episoden.